# قانون رقابة المستحضرات الحيوية 1902
قانون مراقبة المستحضرات الحيوية الصادر عام 1902 (بالإنجليزية: Biologics Control Act of 1902)‏، والمعروف أيضًا باسم قانون الذيفانات والفيروسات، هو أول قانون يُطبّق اللوائح الفيدرالية الخاصة بالمنتجات ذات الأثار الحيوية مثل اللقاحات، وذلك ضمن الولايات المتحدة الأمريكية. وقد صدر هذا القانون استجابةً لوقوع حادثتين أسفرتا عن وفاة 22 طفلاً أصيبوا بمرض الكزاز نتيجة اللقاحات الملوثة. مهد هذا القانون الطريق لخلق جو من التنظيم على المنتجات الدوائية حيث تبعه لاحقا صدور قانون الغذاء والدواء لعام 1906 وأيضاً القانون الفيدرالي للغذاء والدواء ومستحضرات التجميل لعام 1938. حاليا تسند مهمة الرقابة الحيوية لإدارة الغذاء والدواء الأمريكية (FDA).

## لمحة تاريخية
عندما بدأ إنتاج اللقاحات والأمصال المضادة للذيفانات على نطاق واسع في أواخر القرن التاسع عشر، لم يكن لدى الولايات المتحدة أي لوائح تشريعية بخصوص المنتجات البيولوجية. لاحقاً في عام 1901 توفيت فتاة تبلغ من العمر 5 سنوات وذلك بسبب إصابتها بمرض الكزاز في مدينة سانت لويس بولاية ميسوري بعد أن تم إعطاؤها لقاحاً لذيفان الخناق. بناءاً على تلك الحادثة تم إجراء عدد من التحقيقات التي خلصت إلى أن مجلس الصحة في سانت لويس أنتج مصلاً مضادا ًباستخدام دم حصان مصاب بالكزاز. وفي الفترة الممتدة ما بين إنتاج اللقاحات وموت الحصان كان مجلس الصحة مستمر بعملية تطعيم المصل الخاص بعلاج الدفتيريا. واكتشف لاحقًا أن 12 طفلاً آخرين لقوا حتفهم أيضاً بسبب نفس المصل الملوث في سانت لويس. ثمَّ وفي نفس العام، توفي تسعة أطفال في كامدن بولاية نيوجيرسي بسبب لقاحات ملوثة أخرى كان مخصصة للتطعيم ضد مرض الجدري. دفعت هذه الأحداث المأساوية المختبر الصحي والجمعية الطبية في مقاطعة كولومبيا إلى اقتراح سن قانون ينظم عملية إنتاج المستحضرات الحيوية. وفي الأول من يوليو عام 1902 أقرَّ الكونجرس قانون مراقبة المستحضرات الحيوية.

## محتوى القانون
أُنشأ بموجب هذا القانون هيئة رقابية تتولى مهمة الإشراف على تنفيذ اللوائح القانونية الخاصة بالمستحضرات الحيوية. تتكون الهيئة الرقابية قائد الخدمات الطبية في الجيش الأميركي وكذلك من قائد الخدمات الطبية في البحرية الأميريكية، وكان من المقرر أن يشرف عليه وزير الخزانة.
مُنحت هذه الهيئة سلطة إصدار وتعليق وإلغاء تراخيص إنتاج وبيع المنتجات البيولوجية. كما نصَّ القانون أيضاً على وجوب وضع ملصقات دقيقة على جميع المنتجات تتضمن اسم المنتج وعنوان الشركة المصنعة ورقم ترخيصها. ويمكن أن تخضع المختبرات لعمليات تفتيش مفاجئة من قبل وزارة الخزانة.
كانت عقوبة انتهاك هذا القانون غرامة تصل إلى 500 دولار أو السجن لمدة تصل إلى عام.

## المؤسسات النافذة للقانون
كان مختبر الصحة التابع لمديرية المستشفيات الخاصة بالبحرية الأميريكية، والتي أنشئت في جزيرة ستاتن ضمن مدينة نيويورك في عام 1887، هي الهيئة المسؤولة عن اختبار وفحص المستحضرات الحيوية قبل صدور قانون مراقبة المستحضرات الحيوية عام 1902.
انتقل مختبر الصحة لاحقاً إلى العاصمة الأميريكية واشنطن في عام 1891، وتغير اسمه بعيد إصدار القانون 1902 حيث تم اعتماده تحت مسمَّى "مختبر الصحة لخدمة الصحة العامة ومستشفىات البحرية". كان مختبر الصحة مسؤولاً عن تجديد التراخيص السنوي، واختبار المنتجات الحيوية، وتولي مهمة الرقابة والتفتيش.
في عام 1930 أُقرَّ قانون "رانسديل/Ransdell" الذي غيَّر التسمية من مختبر الصحة إلى المعهد الوطني للصحة إضافةً إلى منحه دورًا أكبر في أبحاث الصحة العامة. وفي عام 1948، تم تغيير الاسم مرة أخرى إلى المعاهد الوطنية للصحة، حيث أُدرج تحت الاسم السابق العديد من المعاهد والمراكز المخصصة للبحوث الطبية الحيوية.
في عام 1972 تم نقل مسؤولية إنفاذ اللوائح التشريعية الخاصة بالمستحضرات الحيوية إلى عهدة إدارة الغذاء والدواء الأميريكية (FDA).

## تأثير القانون
اُعتبر قانون مراقبة المستحضرات الحيوية بمثابة سابقة للتنظيم الفيدرالي للمواد البيولوجية مثل اللقاحات والمواد المنقولة عن طريق الدم. ومع التقدم الهائل في مجال التقنيات الحيوية، لعب مركز التقييم والأبحاث البيولوجية (CBER) التابع لإدارة الأغذية والعقاقير (FDA) دورًا أكبر في مراجعة واعتماد المستحضرات البيولوجية الجديدة المخصصة للأغراض الطبية، بما في ذلك المسابير الحيوية وزراعة الأعضاء والعلاج الجيني.